# (541050) 2018 CF5
(541050) 2018 CF5 es un asteroide perteneciente al cinturón de asteroides descubierto el 19 de enero de 2005 por el equipo del Spacewatch desde el Observatorio Nacional de Kitt Peak, Arizona, Estados Unidos.

## Designación y nombre
Designado provisionalmente como 2018 CF5.

## Características orbitales
2018 CF5 está situado a una distancia media del Sol de 2,642 ua, pudiendo alejarse hasta 3,180 ua y acercarse hasta 2,104 ua. Su excentricidad es 0,203 y la inclinación orbital 13,62 grados. Emplea 1569,30 días en completar una órbita alrededor del Sol.

## Características físicas
La magnitud absoluta de 2018 CF5 es 16,8. 